# EDUin
EDUin je obecně prospěšná společnost sídlící v Praze založená roku 2010 Tomášem Feřtkem, Zdeňkem Slejškou a Lucií Slejškovou. V roce 2020 předali původní zakladatelé svá práva společnosti Livesport s.r.o.[zdroj?]
Společnost pravidelně informuje o dění v oblasti vzdělávání, usnadňuje komunikaci mezi médii a odbornou veřejností, podněcuje celospolečenskou diskusi o otázkách efektivity a kvality vzdělávání, propojuje odborníky z různých oborů a zájemce o problematiku z laické veřejnosti, přibližuje závěry výzkumů a analýz zabývajících se školstvím a vzděláváním. Výkonnou ředitelkou společnosti je od 1. dubna 2024 Martina Chvátalová, na činnost organizace dohlíží správní rada. Mezi spolupracovníky EDUinu, kteří organizaci zastupují při projektech nebo v médiích, se řadí Miroslav Hřebecký, Nikola Šrámková, Lucie Slejšková, Kateřina Lánská, nebo Tomáš Feřtek.
EDUin každý týden vydává analytický oběžník bEDUin který shrnuje uplynulé dění a kriticky rozebírá vybrané aktuální téma v souvislostech. Témata vzdělávání a školství EDUin často ovlivňuje vydáváním tiskových zpráv a autorskými komentáři v médiích, kterých je podle údajů společnosti přes 400 ročně.[zdroj?] EDUin rovněž organizuje setkání, debaty a konference. Každý rok společnost vydává Audit vzdělávacího systému, který skrze SWOT analýzu hodnotí výkon českého školství, významné události ve vzdělávání a doporučuje další kroky ve vzdělávací politice.
Mezi projekty EDUinu dále patří:
- Global Teacher Prize Czech Republic[9]
- Cena Eduína[10]
- Online magazín EDUzín.cz
- Konference Lepší škola[11]
- Klub zřizovatelů[12]